# Eupithecia nigricata
Eupithecia nigricata là một loài bướm đêm trong họ Geometridae.